# Olympische Spiele auf Briefmarken der Deutschen Post der DDR
Die Olympischen Spiele wurden auf 84 Briefmarken der Deutschen Post der DDR geehrt. Darunter waren sechs Marken, die als Zusammendruck ausgegeben wurden, und sieben Briefmarkenblocks, die jeweils eine Marke enthielten.
Erstmals nahmen Sportler der DDR 1956 im Rahmen der gesamtdeutschen Mannschaft an Olympischen Spielen teil. In diesem Jahr wurden auch die ersten beiden Briefmarken zu diesem Thema veröffentlicht. Im Jahr 1964 wurden mit vierzehn Briefmarken in einem Jahr die meisten Motive ausgegeben.

## Boykott der Olympischen Sommerspiele 1984
Eine Besonderheit sind die Ausgaben des Jahres 1984, es gab nur fünf Motive zu den damaligen Winterspielen in Sarajevo. Die geplanten sechs Einzelmarken und der Briefmarkenblock zu Ehren der Olympischen Spiele 1984 in Los Angeles wurden durch den Olympiaboykott der damaligen Ostblockstaaten nicht herausgegeben. Diese Briefmarken erschienen vier Jahre später zu den Spielen 1988, es wurde auf den Motiven nur die Jahreszahl und der Anlass (Spiele der XXIV. Olympiade 1988) verändert.
Die ersten drei Marken und der Briefmarkenblock waren allerdings schon gedruckt und wurden später - allerdings nicht vollständig - vernichtet.
Vier Jahre nach dem geplanten Ausgabedatum konnte ein Besucher der Leipziger Herbstmesse jeweils einen Briefmarkenbogen dieser Marken erwerben. Die Deutsche Bundespost als Rechtsnachfolger der Deutschen Post der DDR klagte auf Rückgabe, konnte sich aber nicht durchsetzen. Damit gehören diese nicht ausgegebenen Briefmarken zu den gesuchten Raritäten der deutschen Philatelie und werden entsprechend teuer gehandelt.
Bereits vier Jahre vorher bei den Olympischen Spielen 1980 in Moskau boykottierten die westlichen Länder die Spiele. Auch in der Bundesrepublik wurde die vorgesehene Olympiamarke nicht herausgegeben, jedoch kamen auch hiervon einige Exemplare als Gscheidle-Marke in den Umlauf.

## Liste der Ausgaben und Motive
Legende
- Bild: Eine bearbeitete Abbildung der genannten Marke. Das Verhältnis der Größe der Briefmarken zueinander ist in diesem Artikel annähernd maßstabsgerecht dargestellt. Sollten keine Marken abgebildet sein, liegt es daran, dass das Urheberrecht des Künstlers noch nicht erloschen ist.
- Beschreibung: Eine Kurzbeschreibung des Motivs und/oder des Ausgabegrundes. Bei ausgegebenen Serien oder Blocks werden die zusammengehörigen Beschreibungen mit einer Markierung versehen eingerückt.
- Wert: Der Frankaturwert der einzelnen Marke in Pfennig. Ein „+“ bedeutet, dass es sich um eine Zuschlagsmarke handelt (= Frankaturwert + Spende).
- Ausgabedatum: Das Datum des erstmaligen Verkaufs dieser Briefmarke.
- Auflage: Soweit bekannt, wird hier die zum Verkauf angebotene Anzahl dieser Ausgabe angegeben.
- Entwurf: Soweit bekannt, wird hier angegeben, von wem der Entwurf dieser Marke stammt.
- Mi.-Nr.: Diese Briefmarke wird im Michel-Katalog unter der entsprechenden Nummer gelistet.

| Bild               | Beschreibung | Werte in Pfennig | Ausgabe- datum     | Auflage                         | Entwurf                                 | Mi.-Nr.       |
| ------------------ | --- | ---------------- | ------------------ | ------------------------------- | --------------------------------------- | ------------- |
|                    | Olympische Sommerspiele 1956, Melbourne - Olympische Ringe, Lorbeerzweig, Fackel                                                        | 20               | 28. September 1956 | 5.000.000                       | Hanns Zehtmeyer                         | 539           |
|                    | - Olympische Ringe, Speerwerfer der Antike                                                                                              | 35               | 28. September 1956 | 3.000.000                       | Hanns Zehtmeyer                         | 540           |
|                    | Olympische Sommer- und Winterspiele 1960, Rom und Squaw Valley - Boxen                                                                  | 5                | 27. Januar 1960    | 1.100.000                       | Oswin Volkamer                          | 746           |
|                    | - Kurzstreckenlauf | 10               | 27. Januar 1960    | 8.000.000                       | Oswin Volkamer                          | 747           |
|                    | - Skispringen | 20               | 27. Januar 1960    | 8.000.000                       | Oswin Volkamer                          | 748           |
|                    | - Segeln | 25               | 27. Januar 1960    | 7.000.000                       | Oswin Volkamer                          | 749           |
|                    | Olympische Winterspiele 1964, Innsbruck - Skispringen: Anlauf                                                                           | 5                | 16. Dezember 1963  | 5.500.000                       | Ingeborg Friebel                        | 1000          |
|                    | - Skispringen: Absprung | 10               | 16. Dezember 1963  | 8.000.000                       | Ingeborg Friebel                        | 1001          |
|                    | - Skispringen: Flugphase | 20+10            | 16. Dezember 1963  | 4.500.000                       | Ingeborg Friebel                        | 1002          |
|                    | - Skispringen: Aufsprung | 25               | 16. Dezember 1963  | 1.200.000                       | Ingeborg Friebel                        | 1003          |
|                    | Olympische Sommerspiele 1964, Tokio (I) - Radsport                                                                                      | 5                | 15. Juli 1964      | 4.000.000                       | Gerhard Stauf                           | 1033          |
|                    | - Volleyball | 10               | 15. Juli 1964      | 8.000.000                       | Gerhard Stauf                           | 1034          |
|                    | - Judo | 20               | 15. Juli 1964      | 8.000.000                       | Gerhard Stauf                           | 1035          |
|                    | - Wasserspringen | 25               | 15. Juli 1964      | 4.000.000                       | Gerhard Stauf                           | 1036          |
|                    | - Langstreckenlauf | 40+20            | 15. Juli 1964      | 3.500.000                       | Gerhard Stauf                           | 1037          |
|                    | - Springreiten | 70               | 15. Juli 1964      | 1.200.000                       | Gerhard Stauf                           | 1038          |
|                    | Olympische Sommerspiele 1964, Tokio (II) Die sechs Marken wurden als Zusammendruck in Sechserblockanordnung ausgegeben: - Kunstspringen | 10               | 15. Juli 1964      | 2.000.000                       | Axel Bengs und Rudolf Skribelka         | 1039          |
| - Springreiten     | 10+5 | 15. Juli 1964    | 2.000.000          | Axel Bengs und Rudolf Skribelka | 1040                                    |               |
| - Volleyball       | 10 | 15. Juli 1964    | 2.000.000          | Axel Bengs und Rudolf Skribelka | 1041                                    |               |
| - Bahnradsport     | 10 | 15. Juli 1964    | 2.000.000          | Axel Bengs und Rudolf Skribelka | 1042                                    |               |
| - Langstreckenlauf | 10+5 | 15. Juli 1964    | 2.000.000          | Axel Bengs und Rudolf Skribelka | 1043                                    |               |
| - Judo             | 10 | 15. Juli 1964    | 2.000.000          | Axel Bengs und Rudolf Skribelka | 1044                                    |               |
|                    | Olympische Winterspiele 1968, Grenoble - Eisschnelllauf                                                                                 | 5                | 17. Januar 1968    | 5.000.000                       | Dietrich Dorfstecher und Rudolf Platzer | 1335          |
|                    | - Rennrodeln | 10+5             | 17. Januar 1968    | 6.000.000                       | Dietrich Dorfstecher und Rudolf Platzer | 1336          |
|                    | - Alpiner Skilauf (Slalom) | 15               | 17. Januar 1968    | 4.000.000                       | Dietrich Dorfstecher und Rudolf Platzer | 1337          |
|                    | - Eishockey | 20               | 17. Januar 1968    | 8.000.000                       | Dietrich Dorfstecher und Rudolf Platzer | 1338          |
|                    | - Eiskunstlauf (Paare) | 25               | 17. Januar 1968    | 4.000.000                       | Dietrich Dorfstecher und Rudolf Platzer | 1339          |
|                    | - Skilanglauf | 30               | 17. Januar 1968    | 1.500.000                       | Dietrich Dorfstecher und Rudolf Platzer | 1340          |
|                    | Olympische Sommerspiele 1968, Mexiko-Stadt - Kurzstreckenlauf                                                                           | 5                | 18. September 1968 | 6.000.000                       | Klaus Henning                           | 1404          |
|                    | - Stabhochsprung | 10+5             | 18. September 1968 | 3.500.000                       | Klaus Henning                           | 1405          |
|                    | - Fußball | 20+10            | 18. September 1968 | 3.500.000                       | Klaus Henning                           | 1406          |
|                    | - Kunstturnen (Stufenbarren) | 25               | 18. September 1968 | 4.000.000                       | Klaus Henning                           | 1407          |
|                    | - Wasserball | 40               | 18. September 1968 | 4.000.000                       | Klaus Henning                           | 1408          |
|                    | - Rudern (Einer) | 70               | 18. September 1968 | 1.600.000                       | Klaus Henning                           | 1409          |
|                    | Olympische Winterspiele 1972, Sapporo - Rennrodeln (Doppelsitzer)                                                                       | 5                | 7. Dezember 1971   | 7.000.000                       | Manfred Gottschall                      | 1725          |
|                    | - Eiskunstlaufen (Paare) | 10+5             | 7. Dezember 1971   | 5.000.000                       | Manfred Gottschall                      | 1726          |
|                    | - Eisschnelllauf | 15+5             | 7. Dezember 1971   | 3.500.000                       | Manfred Gottschall                      | 1727          |
|                    | - Skilanglauf | 20               | 7. Dezember 1971   | 10.000.000                      | Manfred Gottschall                      | 1728          |
|                    | - Biathlon | 25               | 7. Dezember 1971   | 1.800.000                       | Manfred Gottschall                      | 1729          |
|                    | - Skispringen | 70               | 7. Dezember 1971   | 3.500.000                       | Manfred Gottschall                      | 1730          |
|                    | Olympische Sommerspiele 1972, München - Ringen                                                                                          | 5                | 16. Mai 1972       | 8.000.000                       | Manfred Gottschall                      | 1753          |
|                    | - Turmspringen | 10+5             | 16. Mai 1972       | 5.000.000                       | Manfred Gottschall                      | 1754          |
|                    | - Stabhochspringen | 20               | 16. Mai 1972       | 13.000.000                      | Manfred Gottschall                      | 1755          |
|                    | - Rudern | 25+10            | 16. Mai 1972       | 3.500.000                       | Manfred Gottschall                      | 1756          |
|                    | - Handball | 35               | 16. Mai 1972       | 7.000.000                       | Manfred Gottschall                      | 1757          |
|                    | - Turnen | 70               | 16. Mai 1972       | 1.900.000                       | Manfred Gottschall                      | 1758          |
|                    | Olympische Winterspiele 1976, Innsbruck - Massen-Rodelwettkämpfe                                                                        | 5                | 2. Dezember 1975   | 4.500.000                       | Joachim Rieß                            | 2099          |
|                    | - Rennrodelbahn Oberhof | 10+5             | 2. Dezember 1975   | 4.500.000                       | Joachim Rieß                            | 2100          |
|                    | - Eisschnelllaufbahn Berlin | 20               | 2. Dezember 1975   | 7.000.000                       | Joachim Rieß                            | 2101          |
|                    | - Skisprung-Schanze am Rennsteig, Oberhof                                                                                               | 25+5             | 2. Dezember 1975   | 4.000.000                       | Joachim Rieß                            | 2102          |
|                    | - Eissporthalle Chemnitz (Karl-Marx-Stadt)                                                                                              | 35               | 2. Dezember 1975   | 4.000.000                       | Joachim Rieß                            | 2103          |
|                    | - Massen-Skilanglauf, Schmiedefeld | 70               | 2. Dezember 1975   | 2.000.000                       | Joachim Rieß                            | 2104          |
|                    | Diese Marke wurde als Briefmarkenblock ausgegeben: - Ansicht von Innsbruck und Umgebung                                                 | 1 M              | 2. Dezember 1975   | 2.000.000                       | Joachim Rieß                            | 2105 Block 43 |
|                    | Olympische Sommerspiele 1976, Montreal - Radrennfahrer bei der kleinen Friedensfahrt                                                    | 5                | 18. Mai 1976       | 6.000.000                       | Joachim Rieß                            | 2126          |
|                    | - Schwimmhalle der Deutschen Hochschule für Körperkultur, Leipzig                                                                       | 10+5             | 18. Mai 1976       | 4.000.000                       | Joachim Rieß                            | 2127          |
|                    | - Stadt- und Sporthalle Suhl | 20               | 18. Mai 1976       | 8.000.000                       | Joachim Rieß                            | 2128          |
|                    | - Ruderregattastrecke (Brandenburg) | 25               | 18. Mai 1976       | 5.000.000                       | Joachim Rieß                            | 2129          |
|                    | - Schießsportanlage, Suhl | 35+10            | 18. Mai 1976       | 4.000.000                       | Joachim Rieß                            | 2130          |
|                    | - Meilenlauf | 70               | 18. Mai 1976       | 2.000.000                       | Joachim Rieß                            | 2131          |
|                    | Diese Marke wurde als Briefmarkenblock ausgegeben: - Zentralstadion Leipzig                                                             | 1 M              | 18. Mai 1976       | 2.000.000                       | Joachim Rieß                            | 2132 Block 46 |
|                    | Olympische Winterspiele 1980, Lake Placid - Bobstart, Ölpastell von Günter Rechn                                                        | 10               | 15. Januar 1980    | 8.000.000                       | Manfred Gottschall                      | 2478          |
|                    | - Balance auf dem Eis, Ölgemälde von Johanna Starke                                                                                     | 20               | 15. Januar 1980    | 8.000.000                       | Manfred Gottschall                      | 2479          |
|                    | - Spezialspringer, Plastik von Günter Schütz                                                                                            | 25+10            | 15. Januar 1980    | 3.500.000                       | Manfred Gottschall                      | 2480          |
|                    | - Startvorbereitung, Mischtechnik von Axel Wunsch                                                                                       | 35               | 15. Januar 1980    | 2.000.000                       | Manfred Gottschall                      | 2481          |
|                    | Diese Marke wurde als Briefmarkenblock ausgegeben: - Skiläuferinnen, Ölgemälde von Lothar Zitzmann                                      | 1 M              | 15. Januar 1980    | 2.000.000                       | Manfred Gottschall                      | 2482 Block 57 |
|                    | Olympische Sommerspiele 1980, Moskau (I) - Am Schwebebalken, Plastik von Erich Wurzer                                                   | 10               | 22. April 1980     | 16.000.000                      | Manfred Gottschall                      | 2503          |
|                    | - Läufer vor dem Ziel, Öltempera von Lothar Zitzmann                                                                                    | 20+5             | 22. April 1980     | 3.500.000                       | Manfred Gottschall                      | 2504          |
|                    | - Vierer ohne Steuermann, Gemälde von Wilfried Falkenthal                                                                               | 50               | 22. April 1980     | 2.000.000                       | Manfred Gottschall                      | 2505          |
|                    | Olympische Sommerspiele 1980, Moskau (II) - Judo, Ölgemälde von Erhard Schmidt                                                          | 10               | 8. Juli 1980       | 16.000.000                      | Manfred Gottschall                      | 2528          |
|                    | - Schwimmer, Ölgemälde von Willi Sitte                                                                                                  | 20+10            | 8. Juli 1980       | 3.000.000                       | Manfred Gottschall                      | 2529          |
|                    | - Spurt, Bronzeplastik von Siegfried Schreiber                                                                                          | 50               | 8. Juli 1980       | 2.100.000                       | Manfred Gottschall                      | 2530          |
|                    | Diese Marke wurde als Briefmarkenblock ausgegeben: - Spinnaker, Ölgemälde von Karl Raetsch                                              | 1 M              | 8. Juli 1980       | 2.100.000                       | Manfred Gottschall                      | 2531 Block 60 |
|                    | Olympische Winterspiele 1984, Sarajevo - Rennrodeln, (Doppelsitzer, Herren)                                                             | 10+5             | 22. November 1983  | 5.000.000                       | Joachim Rieß                            | 2839          |
|                    | - Nordische Kombination | 20+10            | 22. November 1983  | 4.500.000                       | Joachim Rieß                            | 2840          |
|                    | - Skilanglauf | 25               | 22. November 1983  | 5.000.000                       | Joachim Rieß                            | 2841          |
|                    | - Biathlon | 35               | 22. November 1983  | 2.100.000                       | Joachim Rieß                            | 2842          |
|                    | Diese Marke wurde als Briefmarkenblock ausgegeben: - Olympisches Zentrum, Sarajevo                                                      | 85               | 22. November 1983  | 2.100.000                       | Joachim Rieß                            | 2843 Block 74 |
|                    | Olympische Winterspiele 1988, Calgary - Skispringen                                                                                     | 5                | 19. Januar 1988    | 6.000.000                       | Manfred Gottschall                      | 3140          |
|                    | - Eisschnelllauf | 10               | 19. Januar 1988    | 8.000.000                       | Manfred Gottschall                      | 3141          |
|                    | - Viererbob | 20+10            | 19. Januar 1988    | 3.500.000                       | Manfred Gottschall                      | 3142          |
|                    | - Biathlon | 35               | 19. Januar 1988    | 2.100.000                       | Manfred Gottschall                      | 3143          |
|                    | Diese Marke wurde als Briefmarkenblock ausgegeben: - Rennrodeln, Doppel- und Einzelsitzer                                               | 1,20 M           | 19. Januar 1988    | 2.100.000                       | Manfred Gottschall                      | 3144 Block 90 |
|                    | Olympische Sommerspiele 1988, Seoul - Schwimmen                                                                                         | 5                | 9. August 1988     | 6.000.000                       | Hans Detlefsen                          | 3183          |
|                    | - Hallenhandball | 10               | 9. August 1988     | 8.000.000                       | Hans Detlefsen                          | 3184          |
|                    | - Hürdenlauf | 20+10            | 9. August 1988     | 3.000.000                       | Hans Detlefsen                          | 3185          |
|                    | - Rudern | 25               | 9. August 1988     | 3.500.000                       | Hans Detlefsen                          | 3186          |
|                    | - Boxen | 35               | 9. August 1988     | 2.100.000                       | Hans Detlefsen                          | 3187          |
|                    | - Radsport | 50+20            | 9. August 1988     | 3.000.000                       | Hans Detlefsen                          | 3188          |
|                    | Diese Marke wurde als Briefmarkenblock ausgegeben: - Staffellauf                                                                        | 85               | 9. August 1988     | 2.100.000                       | Hans Detlefsen                          | 3189 Block 94 |